# Velká vlaková loupež
Velká vlaková loupež označuje jeden z nejproslulejších zločinů 20. století. Skupina 15 lupičů přepadla 8. srpna 1963 nedaleko vesnice Cheddington poštovní vlak na trase Glasgow – Londýn a ukořistila 2,6 milionu liber (při započtení inflace se dnes[kdy?] jedná přibližně o 50 milionů liber) ve 128 pytlích o celkové hmotnosti 2,5 tuny. Většina lupičů byla později odhalena a odsouzena k vysokým trestům. Jeden z lupičů, Ronald Biggs, z vězení uprchl a dlouhá léta se skrýval před spravedlností v Brazílii (zemřel v prosinci 2013).

## Přípravy
Přepadený vlak byl takzvaný Travelling Post Office, ve kterém byly po cestě z Glasgow do Londýna třízeny objednávky, které v něm byly naloženy. Součástí vlaku byl i vagon HVP (High Value Package), kde byla část zásilek tvořena také hotovostí. Obvykle vlak přepravoval hotovost v hodnotě přibližne 300 000 liber, ale protože ve Skotsku byl volný víkend, částka přepravovaná v HVP byla přibližně 2,3 milionu liber. Navíc místo obvykle připojovaného vozu s vysokou ostrahou byl připojen pouze obyčejný vagon (všechny tři vozy s vysokou ostrahou byly mimo provoz). Z toho důvodu policie uvažovala i o zapojení zaměstnanců pošty od přepadení.
Součástí příprav bylo zakoupení farmy Leatherslade Farm nedaleko místa krádeže, dále přistavení nákladního vozu pod most Bridgeo Bridge a nakonec zfalšování signálu na signalizačním zařízení. Tento signál byl zfalšován pomocí rukavice navlečené na zeleném světle a 6V baterie připojené k zařízení, čímž bylo dosaženo rozsvícení červené žárovky.

## Průběh přepadení
Královský poštovní vlak z Glasgow do stanice Euston v Londýně na základě znamení ze signalizačního zařízení zastavil na opuštěném místě blízko vesnice Cheddington. Signalizační zařízení totiž bylo zmanipulováno některým ze členů gangu. Vlakový hasič poté vystoupil z vlaku a šel k nebližším drážnímu telefonu, který byl ovšem vyřazen z provozu. Poté, co se vrátil, byl spolu se strojvůdcem Jackem Millsem  napaden. Strojvůdce byl omráčen ranou do hlavy. Zraněný Mills byl však donucen řídit vlak dále, dokud nedojel na smluvené místo. Lupiči mezitím odpojili třetí vagon a v jízdě pokračovala pouze lokomotiva s vagonem, který obsahoval náklad peněz.Toho si všimli policisté ve vagonu s pěnezi, kteří se snažili na fakt upozornit taháním za komunikační šňůru a křičením z oken. Tyto pokusy o přivolání pomoci však byly neúspěšné. 
Vlak pokračoval dále, ještě několik kilometrů na smluvené místo u viaduktu Bridego, kde čekal nákladní vůz, do kterého lup přeložili. Celkem se jim podařilo ukořistit 2,63 milionu liber (to odpovídá dnešní částce asi 50 milionů liber). Policisté si stále nebyli vědomi toho, že se jedná o přepadení, dokud lupiči nerozbili jedno z oken vagonu s penězi. Poté se ochranka snažila zastavit lupiče navršením pytlů ke dveřím, ale jeden z lupičů vnikl do vozu bočním oknem. Další útočníci do vozu vnikli dveřmi. Policisté byli donuceni lehnout si na zem a útočníci vyhazovali pytle s penězi z oken.
Vůdcem lupičské bandy byl tehdy dvaatřicetiletý Bruce Reynolds. Spolu s ním se účastnili mimo jiné i Ronald Biggs, Roger Cordrey, Buster Edwards, John Daly, Gordon Goody, Jimmy Hussey, Roy James, Robert Welch, Jimmy White, Charlie Wilson a Tommy Wisbey. Spolu s nimi byli na místě činu minimálně tři další lidé, mezi nimi i penzionovaný strojvůdce. Jejich totožnost se ale nikdy nepodařilo zjistit.
Při loupeži nebyly použity žádné střelné zbraně. Strojvůdce Jack Mills, který byl při přepadení omráčen ranou železnou tyčí do hlavy, se psychicky z přepadení nikdy nevzpamatoval. Do práce se nikdy nevrátil a v roce 1970 zemřel na leukémii.

## Vyšetřování a dopadení
Čtyři dny policie pátrala po nějaké stopě. Všichni pachatelé měli při přepadení rukavice a masky a pytle s penězi bezprostředně po loupeži rychle ukryli na nedalekém statku Leatherslade v hrabství Oxfordshire. Vyhnuli se tak nebezpečí odhalení v případě policejní uzávěry silnic.
Přesto bylo 12 členů gangu během několika měsíců dopadeno. Policie pět dní po loupeži objevila opuštěný statek a v něm celou řadu otisků prstů a mnoho dalších stop.
V nejdelším procesu anglické soudní historie byli lupiči v roce 1964 odsouzení k velmi přísným trestům. Biggs, Goody, Hussey, James, Welch, Wilson a Wisbey dostali 30 let, Boal a Cordrey 14 let, Brian a Leonard Field po 5 letech, a Wheater 3 roky vězení. John Daly (švagr Bruce Reynoldse) byl osvobozen.
Boal zemřel v roce 1968 ve vězení. Většina ostatních lupičů si své tresty odseděla, někteří byli v 70. letech po změně trestního zákona propuštěni. Ronald Biggs a Charlie Wilson byli na útěku.

## Biggsův, Reynoldsův a Wilsonův útěk
Po 15 měsících Biggs z vězení utekl. Také Charlie Wilson utekl a žil v kanadském Montrealu. Bruce Reynolds se po svém útěku dostal do Mexika, kde nějakou dobu žil společně s Busterem Edwardsem. V roce 1968 byl zatčen a do roku 1978 byl ve vězení. Buster Edwards se vrátil již před tím do Anglie a byl znovu uvězněn.
Ronnie Biggs uprchl přes Paříž, kde si nechal s falešnými dokumenty změnit obličej, do Austrálie. Společně s ním odešli i jeho žena a dva synové. Odtud pokračoval v útěku do Ria de Janeiro. Zemřel v prosinci 2013.
Přestože byl při přepadení zraněn strojvůdce, často je přepadení prezentováno, vzhledem k dalšímu osudu a útěku mnoha lupičů, jako moderní příběh Robina Hooda. Zvlášť Ronnie Biggs, přestože při vlastním přepadení hrál pouze vedlejší roli, byl v bulvárním tisku prezentován jako hrdina.

## Biggsův návrat
Biggs se rozhodl v roce 2001 ve věku 71 let vrátit do Velké Británie. Vzhledem ke svému zhoršujícímu se zdraví nedokázal v Brazílii hradit náklady na své léčení. Po návratu do vlasti byl uvězněn. V srpnu 2009 byl z vězení propuštěn. Zemřel 18. prosince 2013 ve věku 84 let.

## Ostatní
Z celkové částky 2 631 684 liber bylo nalezeno pouze kolem 330 000 liber.